# Corythalia penicillata
Corythalia penicillata là một loài nhện trong họ Salticidae.
Loài này thuộc chi Corythalia. Corythalia penicillata được Frederick Octavius Pickard-Cambridge miêu tả năm 1901.